# Listă de vegetarieni
Aceasta este o listă de vegetarieni notabili:

## Oameni de știință
- Hugo Brandt Corstius
- Charles Darwin
- Thomas Edison
- Albert Einstein[1]
- Benjamin Franklin
- Maarten 't Hart
- Piet Meertens
- Isaac Newton
- Pythagoras
- Nikola Tesla[2]
- Leonardo da Vinci[3]

## Filosofi
- Empedocles
- Michel de Montaigne
- Felix Ortt
- Platon
- Plotinus
- Plutarh
- Proclus
- Pitagora
- Voltaire

## Scriitori
- John Maxwell Coetzee
- Hugo Brandt Corstius
- Eugen Drewermann
- Maarten 't Hart
- Mensje van Keulen
- Ovidiu
- Plutarchus
- Wim T. Schippers
- Jerry Seinfeld
- George Bernard Shaw
- Lev Tolstoi
- Mark Twain
- Judith Visser
- Voltaire
- Lulu Wang

## Actori și actrițe
- Pamela Anderson
- Christian Bale
- Kristen Bell
- John Cleese
- Kaley Cuoco
- Danny DeVito
- Emily Deschanel
- Pia Douwes
- Michael J. Fox
- Jennie Garth
- Richard Gere
- Woody Harrelson
- Anne Hathaway
- Karen van Holst Pellekaan
- Kasper van Kooten
- Bruce Lee
- Tobey Maguire
- Alyssa Milano
- Demi Moore
- Joaquin Phoenix
- River Phoenix
- Brad Pitt
- Natalie Portman
- Richard Pryor
- Inge Schrama
- Jerry Seinfeld
- Alicia Silverstone
- Rider Strong
- Ancilla Tilia
- Noah Valentyn
- Marly van der Velden
- Milo Ventimiglia
- Sanne Vogel
- Monique van der Werff
- Kate Winslet

## Muzicieni
- Bryan Adams
- Erykah Badu
- Bono
- Peter Buck
- Kate Bush
- Zack de la Rocha
- Bob Dylan
- Peter Gabriel
- Robin Gibb
- Martin Gore
- Angela Groothuizen
- Gustav Holst
- Chrissie Hynde
- Janet Jackson
- Michael Jackson
- Jack Johnson
- Antonie Kamerling
- Bill Kaulitz
- Tom Kaulitz
- Anthony Kiedis
- Avril Lavigne
- John Lennon
- Chris Martin
- Paul McCartney
- Moby
- Morrissey
- Yoko Ono
- Axl Peleman
- Prince
- Ringo Starr
- Joss Stone
- Shania Twain
- Jan Vayne
- Eddie Vedder
- Kristel Verbeke
- Thom Yorke